# Unión Internacional de Química Pura y Aplicada
La Unión Internacional de Química Pura y Aplicada, más conocida por sus siglas en inglés IUPAC (International Union of Pure and Applied Chemistry), es un grupo de trabajo que tiene como miembros a las sociedades nacionales de química. Es la autoridad reconocida en el desarrollo de estándares para denominación de compuestos químicos, mediante su Comité Interdivisional de Nomenclatura y Símbolos (Interdivisional Committee on Nomenclature and Symbols), y es miembro del Consejo Internacional para la Ciencia (ICSU).
La IUPAC fue fundada a finales de la segunda década del siglo XX por químicos de la industria y del mundo académico. A lo largo de casi ocho décadas, la Unión ha logrado establecer y consolidar la comunicación a nivel global en el ámbito de las ciencias químicas. Ha logrado unir a académicos y profesionales de la química, tanto provenientes de la industria privada como del sector público, a través del uso de un lenguaje común. La IUPAC se ha reconocido, durante mucho tiempo, como la máxima autoridad mundial en las decisiones sobre nomenclatura química, terminología, métodos normalizados para la medida, masas atómicas y muchos otros datos evaluados de fundamental importancia. La Unión continúa patrocinando reuniones internacionales al máximo nivel que van desde los simposios científicos especializados a las reuniones con impacto social de la CHEMRAWN. Durante la Guerra Fría, la IUPAC llegó a ser un importante instrumento para mantener el diálogo científico-técnico entre científicos de distintas nacionalidades a lo largo del mundo.

## Organización de la IUPAC
La IUPAC se rige por varios comités que tienen diferentes responsabilidades. Los comités son los siguientes: Bureau, Comité CHEMRAWN (Investigación Química Aplicada a las Necesidades Mundiales), Comité de Educación Química, Comité de Química e Industria, Comité de Publicaciones Impresas y Electrónicas, Comité de Evaluación, Comité Ejecutivo, Comité de Finanzas, Comité Interdivisional de Terminología, Nomenclatura y Símbolos, Comité de Proyectos, y Consejo Asesor Editorial de Química Pura y Aplicada[5] Cada comité está formado por miembros de diferentes Organizaciones Nacionales Adheridas de diferentes países.
La jerarquía de los comités directivos de la IUPAC es la siguiente:
- Todos los comités tienen un presupuesto asignado al que deben ceñirse.
- Cualquier comité puede iniciar un proyecto.
- Si el gasto de un proyecto resulta excesivo para que un comité pueda seguir financiándolo, debe plantear la cuestión al Comité de Proyectos.
- El Comité de Proyectos aumenta el presupuesto o decide un plan de financiación externa.
- La Mesa y el Comité Ejecutivo supervisan el funcionamiento de los demás comités.

| Nombre del comité (nombre en inglés, abreviatura) | Competencias |
| --- | --- |
| Mesa (Bureau) | - Debatir y hacer cambios sobre qué comité tiene autoridad sobre un proyecto específico - Controlar las finanzas de todos los demás comités y de la IUPAC en su conjunto - Debatir el gobierno general de la IUPAC. |
| División de Química Física y Biofísica (División I) (Physical and Biophysical Chemistry Division, Division I)                                                 | - Organizar y promover la colaboración internacional entre científicos de química física y biofísica y campos afines. |
| División de Química Inorgánica (División II) (Division II) | - Química inorgánica y de materiales inorgánicos, isótopos y pesos atómicos, tabla periódica |
| División de Química Orgánica y Biomolecular (División III) (Organic and Biomolecular Chemistry Division, Division III)                                        | - Promoción de los objetivos de la IUPAC en el campo de la química orgánica y biomolecular en el sentido más amplio |
| División de Polímeros (División IV) (Polymer Division, Division IV)                                                                                           | - Ciencia y tecnología de macromoléculas y polímeros |
| División de Química Analítica (División V) (Analytical Chemistry Division, Division V)                                                                        | - Aspectos generales de la química analítica, métodos de separación, métodos espectroquímicos, métodos electroquímicos, métodos de química nuclear y aplicaciones a la salud humana y el medio ambiente. |
| División de Química y Medio Ambiente (División VI) (Chemistry and the Environment Division, Division VI)                                                      | - Proporcionar revisiones autorizadas imparciales y oportunas sobre el comportamiento de los compuestos químicos en los alimentos y el medio ambiente. |
| División de Química y Salud Humana (División VII) (Chemistry and Human Health Division, Division VII)                                                         | - Química médica y clínica |
| División de Nomenclatura Química y Representación de Estructuras (División VIII) (Chemical Nomenclature and Structure Representation Division, Division VIII) | - Mantenimiento y desarrollo de sistemas normalizados de designación de estructuras químicas, incluyendo tanto la nomenclatura convencional como los sistemas informáticos. |
| Comité CHEMRAWN (Investigación Química Aplicada a las Necesidades Mundiales)                                                                                  | - Debate sobre las distintas formas en que la química puede y debe utilizarse para ayudar al mundo |
| Comité de Enseñanza de la Química (Committee on Chemistry Education, CCE)                                                                                     | - Coordinación de la investigación química de la IUPAC con los sistemas educativos del mundo |
| Comité de Química e Industria (Committee on Chemistry and Industry, COCI)                                                                                     | - Coordinar la investigación química de la IUPAC con las necesidades de la industria química |
| Comité de Publicaciones Electrónicas e Impresas (Committee on Electronic and Printed Publications, CPEP)                                                      | - Diseñar e implementar las publicaciones de la IUPAC - Dirigir el Subcomité de Normas de Datos Espectroscópicos (Subcommittee on Spectroscopic Data Standards) |
| Comité de Evaluación (Evaluation Committee, EvC) | - Evaluación de todos los proyectos - Informar al Comité Ejecutivo (Executive Committee) sobre cada proyecto |
| Comité Ejecutivo (Executive Committee, EC) | - Planificación y discusión de los eventos de la IUPAC - Discusión sobre la recaudación de fondos de la IUPAC - Revisión del trabajo de otros comités Miembros actuales del Comité Ejecutivo:: - Presidente: Moreau, Nicole J. - Vicepresidenta: Tatsumi, Kazuyuki - Tesorero: Corish, John - Secretario general: Black, David StC. |
| Comisión de Finanzas (Finance Committee, FC) | - Ayudar a otros comités a gestionar adecuadamente sus presupuestos - Asesorar a los responsables sindicales sobre inversiones |
| Comité Interdivisional de Química Verde para el Desarrollo Sostenible (Interdivisional Committee on Green Chemistry for Sustainable Development, ICGCSD)      | - Impulsar el Plan Estratégico de la IUPAC para una química verde y sostenible - Coordinar todo el trabajo de la IUPAC en esta área para desarrollar un programa de acción coherente - Iniciar y coordinar proyectos en química verde y sostenible - Fomentar las actividades en estas áreas de todas las Divisiones y Comités Permanentes - Armonización, regulación y normalización en química verde y sostenible - Organizar la serie de Conferencias Internacionales de la IUPAC sobre Química Verde - Gestionar la participación de la IUPAC en el programa de premios PhosAgro/UNESCO/IUPAC Green Chemistry for Life. - Gestión de la serie de Escuelas de Verano de Postgrado en Química Verde - Gestión del Premio CHEMRAWN de Química Verde de la IUPAC - Trabajar y colaborar con otras organizaciones e industrias internacionales - Búsqueda de patrocinio y apoyo adicionales de fuentes industriales |
| Comité Interdivisional de Terminología (Interdivisional Committee on Terminology, ICTNS)                                                                      | - Gestión de la nomenclatura de la IUPAC - Trabajando en numerosos proyectos para normalizar la nomenclatura - Normalización de medidas - Debatir la normalización del peso atómico |
| Comité de Proyectos (Project Committee, PC) | - Gestión de fondos que están bajo la jurisdicción de múltiples proyectos - Juzgar si un proyecto es demasiado grande para su financiación - Recomendar fuentes de financiación externa para los proyectos - Decidir cómo financiar reuniones en países en desarrollo y países en crisis |
| Consejo Asesor Editorial de Química Pura y Aplicada (Pure and Applied Chemistry Editorial Advisory Board, PAC-EAB)                                            | - Ayuda en la planificación, ejecución y publicación de Pure and Applied Chemistry |

## Historia
La IUPAC fue fundada en 1919 por químicos tanto de la industria como de las universidades que reconocieron la necesidad de establecer estándares globales en la simbología y protocolos operacionales de la química. La normalización de masas, medidas, nombres y símbolos es esencial para el éxito continuo de la empresa científica y para el desarrollo y crecimiento del comercio internacional.
Este deseo entre químicos por colaborar en estos menesteres facilitó el trabajo internacional, la Unión fue la fragmentación de la comunidad. Incluso antes de la creación de la IUPAC, un grupo de su predecesora, la Asociación Internacional de Sociedades Químicas (IACS), se había reunido en París en 1911 y había establecido un abanico de propuestas para el trabajo que la nueva asociación debía dirigir. Estos incluyeron las siguientes directrices:
- La nomenclatura de química inorgánica y orgánica.
- La estandarización de las masas atómicas.
- La estandarización de las constantes físicas.
- La revisión de propiedades de la materia.
- El establecimiento de una comisión para la revisión de trabajos.
- La estandarización en los formatos de las publicaciones.
- La prevención de las redundancias en los trabajos.

Aunque 1911 pueda parecer una fecha temprana, en realidad, el primer impulso internacional para organizar la nomenclatura química de los compuestos orgánicos (la nomenclatura de Ginebra de 1892) nace a partir de una serie de reuniones internacionales, la primera de las cuales fue organizada por Friedrich August Kekulé en 1860.

## Normas
La IUPAC es bien conocida por publicar los datos definitivos y más recientes relativos a masas atómicas que son ciertas y abundancias isotópicas. También publica una amplia variedad de otros datos de gran valor para químicos e ingenieros del sector. Por ejemplo:
- Las tablas internacionales del estado fluido del mundo. Un volumen reciente en esta directriz proporciona los datos sobre el metanol. Esta forma de actuar es muy apropiada en un momento en el que los usos de esta sustancia se están extendiendo con rapidez, como resultado de la legislación medioambiental vigente que fomenta el uso de combustibles más limpios.

- La recopilación de datos de solubilidad. Ya se han publicado más de 70 volúmenes de datos en este campo.

- Las constantes de estabilidad. Esta base de datos de constantes de estabilidad relativas a complejos metálicos contiene más de 100 000 combinaciones ligando-metal-referencia bibliográfica.[19]

- Entalpías de vaporización de compuestos orgánicos.

- Propiedades termodinámicas y de transporte de metales alcalinos.

- Materiales de referencia para el logro de propiedades físicoquímicas específicas.

- Evaluación de los datos cinéticos y fotoquímicos para su aplicación en química atmosférica.

La IUPAC está ampliamente involucrada en el establecimiento de protocolos para los procedimientos analíticos y clínicos, las normas que fijan la calidad y el diseño de los laboratorios de investigación. Algunos ejemplos son:
- Los protocolos para el análisis de aceites, grasas y derivados.

- El protocolo para laboratorios analíticos con certificación ISO 9000.

- La estandarización en determinaciones de ensayos inmunológicos.

- Los métodos estándar para la determinación de trazas de elementos en los fluidos corporales.

- JCAMP-DX, un formato estándar de intercambio de archivos de ordenador que son específicos para espectros.

- Termodinámica experimental: la medida de las propiedades de transporte de fluidos; calorimetría de disoluciones.

## Medio ambiente
Los diversos Comités y Comisiones de la IUPAC han emprendido una serie extensa de proyectos medioambientales. Algunos ejemplos son:
- La química analítica medioambiental.
- Las partículas medioambientales.
- Reciclaje de polímeros.
- La determinación de trazas de elementos en el ambiente.
- Datos cinéticos de gases para la química atmosférica.
- El glosario de términos químicos atmosféricos.
- Límites de residuos de pesticidas en agua.[20]

## Congresos patrocinados por la IUPAC

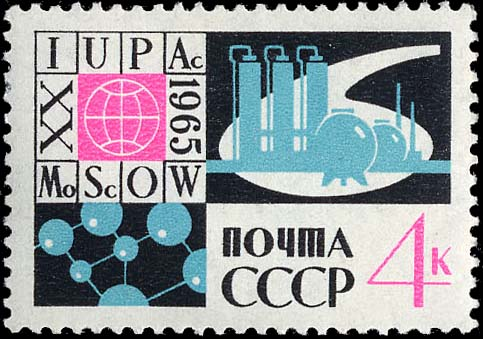
20 congreso de la IUPAC en Moscú, 1965, en un sello postal de la URSS del mismo año

La IUPAC organiza congresos bienales. La historia de los Congresos patrocinados por la IUPAC y su predecesor IACS se remonta a 1894 (con interrupciones largas consecuencia de las dos Guerras Mundiales).
Cada año la IUPAC patrocina un gran número de simposios organizados independientemente que cubren una amplia gama de temas especializados en química. El patrocinio por parte de la IUPAC atestigua sobre la calidad del programa científico e indica la convicción de los países organizadores de que científicos de todos los países pueden participar.
La IUPAC patrocina continuamente una serie de conferencias en Investigación de Química Aplicada a las Necesidades del Mundo (CHEMRAWN). Estas reuniones se enfocan sobre temas químicos que tienen impacto sociopolítico a nivel mundial, como disponibilidad de materias primas, química de los alimentos, y materias medioambientales.

## Comités permanentes
Son los comités encargados de asesorar al presidente y al comité ejecutivo. Coordinan el trabajo de la IUPAC en diversas áreas de la química.

## El futuro de la IUPAC
La química surgió y se desarrolló históricamente como un campo científico interdisciplinar, con una definición amplia de sus límites. Parafraseando la definición de Linus Pauling de enlace químico: «cualquier cosa le sirve a un químico a la hora de definir cómo es un enlace». La química puede definirse como una disciplina que abarca todas las áreas de transformación donde la ciencia molecular hace contribuciones significativas. El rico y diverso mundo de la química moderna abarca logros intelectuales notables, creatividad científica y originalidad y generación de nuevo conocimiento.
La IUPAC sirve al esfuerzo científico internacional en la doble función de ciencia básica y aplicada. La IUPAC se encuentra en una situación única para aglutinar los distintos aspectos interdisciplinares de la química, fortaleciendo este campo del saber a nivel internacional, esforzándose para conseguir altos niveles de excelencia y relevancia en el campo académico y la investigación industrial y promocionando el servicio de la química a la sociedad.

## Presidentes de la IUPAC
Los Presidentes de la IUPAC son elegidos por el Consejo de la IUPAC durante la Asamblea General. A continuación figura la lista de Presidentes de la IUPAC desde su creación en 1919.
| Periodo   | Presidente               | Nacionalidad    |
| --------- | ------------------------ | --------------- |
| 1920–1922 | Charles Moureu           | Francia         |
| 1923–1925 | William Jackson Pope     | Reino Unido     |
| 1926–1928 | Ernst Julius Cohen       | Países Bajos    |
| 1928–1934 | Einar Biilman            | Dinamarca       |
| 1934–1938 | N. Paravano              | Italia          |
| 1938–1947 | Marston Taylor Bogert    | Estados Unidos  |
| 1947–1951 | Hugo Rudolph Kruyt       | Países Bajos    |
| 1951–1955 | Arne Tiselius            | Suecia          |
| 1955–1959 | Arthur Stoll             | Suiza           |
| 1959–1963 | William Albert Noyes Jr. | Estados Unidos  |
| 1963–1965 | Lord Todd                | Reino Unido     |
| 1965–1967 | Wilhelm Klemm            | Alemania        |
| 1967–1969 | V.N. Kondratiev          | Unión Soviética |
| 1969–1971 | Albert Lloyd George Rees | Australia       |
| 1971–1973 | Jacques Bénard           | Francia         |
| 1973–1975 | Sir Harold Thompson      | Reino Unido     |
| 1975–1977 | Robert W. Cairns         | Estados Unidos  |
| 1977–1979 | Georges Smets            | Bélgica         |
| 1979–1981 | Heinrich Zollinger       | Suiza           |
| 1981–1983 | Saburo Nagakura          | Japón           |
| 1983–1985 | William G. Schneider     | Canadá          |
| 1987–1989 | Valentin A. Koptyug      | Unión Soviética |
| 1989–1991 | Yves P. Jeannin          | Francia         |
| 1991–1993 | Allen J. Bard            | Estados Unidos  |
| 1993–1995 | Kiril I. Zamaraev        | Rusia           |
| 1996–1997 | Albert E. Fischli        | Suiza           |
| 1998–1999 | Joshua Jortner           | Israel          |
| 2000–2001 | Alan Hayes               | Reino Unido     |
| 2002–2003 | Pieter Streicher Steyn   | Sudáfrica       |
| 2004–2005 | Leiv Kristen Sydnes      | Noruega         |
| 2006–2007 | Bryan Henry              | Canadá          |
| 2008–2009 | Jung-Il Jin              | Corea del Sur   |
| 2010–2011 | Nicole J. Moreau         | Francia         |
| 2012–2013 | Kazuyuki Tatsumi         | Japón           |
| 2014–2015 | Mark Cesa                | Estados Unidos  |
| 2016–2017 | Natalia Tarasova         | Rusia           |
| 2018–2019 | Qi-Feng Zhou             | China           |
| 2020–2021 | Christopher M.A. Brett   | Portugal        |
| 2022–2023 | Javier García Martínez   | España          |